# レッスルマニア29
レッスルマニア29（レッスルマニアトゥエンティーナイン、WrestleMania 29）は、アメリカのプロレス団体WWEが2013年4月7日に開催した年間最大の大会、及びPPVの名称である。

## 概要
- 2012年2月に開催が決定。ニューヨークエリアでの開催は5回目で、ニュージャージー州での開催としては1988年・89年アトランティックシティで開催されたレッスルマニアIV・V以来となる[7]。

- 開催地に選ばれたニュージャージー州はニューヨーク・シティ同様にWWF/WWWF時代からのWWEの本拠地であり、ニューヨーク州と隣接していることもあってレッスルマニアXX以来のニューヨークエリアでのレッスルマニア開催がアピールされた。また、会場のステージセットもエンパイア・ステート・ビルディングやブルックリン橋のようなニューヨーク州の観光地をイメージして構築された。

## 対戦カード
| No.                                                    | 対戦 | 契約                                        | 時間  |
| ------------------------------------------------------ | --- | ------------------------------------------- | ----- |
| プレショー                                             | ○ザ・ミズ vs ウェイド・バレット(c)●                                                                                  | WWE・インターコンチネンタル王座選手権       | 04:05 |
| 1                                                      | ○ザ・シールド vs シェイマス and ランディ・オートン and ビッグショー●                                                 | 6人タッグマッチ                             | 10:34 |
| 2                                                      | ○マーク・ヘンリー vs ライバック●                                                                                     | シングルマッチ                              | 08:02 |
| 3                                                      | ○チーム ヘル・ノー(ケイン and ダニエル・ブライアン) (c) vs. ドルフ・ジグラーand ビッグ・E・ラングストン(w/ AJ リー)● | WWE・タッグチーム王座選手権                 | 06:16 |
| 4                                                      | ○ファンダンゴ vs クリス・ジェリコ●                                                                                   | シングルマッチ                              | 09:11 |
| 5                                                      | ○アルベルト・デル・リオ (w/ リカルド・ロドリゲス) (c) vs. ジャック・スワガー (w/ ゼブ・コルター)●                    | 世界ヘビー級王座選手権                      | 10:28 |
| 6                                                      | ○ジ・アンダーテイカー vs. CM パンク(w/ ポール・ヘイマン)●                                                            | シングルマッチ                              | 22:07 |
| 7                                                      | ○トリプルH (w/ ショーン・マイケルズ) vs ブロック・レスナー (w/ ポール・ヘイマン)●                                    | 完全決着ルール試合、負ければトリプルHは引退 | 23:58 |
| 8                                                      | ○ジョン・シナ vs ザ・ロック(c)                                                                                       | WWE王座選手権                               | 23:59 |
| (c) – refers to the champion(s) heading into the match | |                                             |       |